# 3차원 직교군
3차원 직교군(三次元直交群, 영어: three-dimensional orthogonal group)은 3차원 유클리드 공간의 회전 및 반사로 구성되는 리 군이다.

## 정의
3차원 직교군 {\displaystyle \operatorname {O} (3;\mathbb {R} )}는 3×3 실수 직교 행렬들로 구성된 리 군이다.
다음과 같은 리 군들이 서로 동형이다.
- 3차원 특수직교군 {\displaystyle \operatorname {SO} (3;\mathbb {R} )}. 3×3 실수 직교 행렬의 행렬식은 ±1이며, 이 가운데 행렬식이 +1인 것들은 {\displaystyle \operatorname {O} (3;\mathbb {R} )}의 부분군을 이룬다. 이 부분군을 {\displaystyle \operatorname {SO} (3;\mathbb {R} )}라고 한다.
- 2차원 사영 특수 유니터리 군 {\displaystyle \operatorname {PSU} (2)}.
- 3차원 사영 특수직교군 {\displaystyle \operatorname {PSO} (3;\mathbb {R} )}. 차원이 홀수이므로 사영 직교군은 특수직교군과 같다.

다음과 같은 리 군들이 서로 동형이다.
- 2차원 특수 유니터리 군 {\displaystyle \operatorname {SU} (2)}는 2×2 복소수 유니터리 행렬 가운데, 행렬식이 1인 것들로 구성된 리 군이다.
- 3차원 스핀 군 {\displaystyle \operatorname {Spin} (3)}
- 1차원 심플렉틱 군 {\displaystyle \operatorname {Sp} (1)=\operatorname {USp} (2)\cong \{x\in \mathbb {H} \colon \|x\|=1\}}. 이는 노름이 1인 사원수들의 곱셈군이다.

### 복소수 표현
다음과 같은 두 겹 피복이 존재한다.
{\displaystyle \operatorname {SU} (2)\twoheadrightarrow \operatorname {SO} (3)}
즉, {\displaystyle \operatorname {SU} (2)}는 3차원 스핀 군 {\displaystyle \operatorname {Spin} (3)}과 동형이다. 이 피복 사상은 다음과 같다.
{\displaystyle {\begin{pmatrix}\alpha &\beta \\-{\bar {\beta }}&{\bar {\alpha }}\end{pmatrix}}\mapsto {\begin{pmatrix}{\frac {1}{2}}(\alpha ^{2}-\beta ^{2}+{\bar {\alpha }}^{2}-{\bar {\beta }}^{2})&{\frac {i}{2}}(-\alpha ^{2}-\beta ^{2}+{\bar {\alpha }}^{2}+{\bar {\beta }}^{2})&-\alpha \beta -{\bar {\alpha }}{\bar {\beta }}\\{\frac {i}{2}}(\alpha ^{2}-\beta ^{2}-{\bar {\alpha }}^{2}+{\bar {\beta }}^{2})&{\frac {1}{2}}(\alpha ^{2}+\beta ^{2}+{\bar {\alpha }}^{2}+{\bar {\beta }}^{2})&-i(+\alpha \beta -{\bar {\alpha }}{\bar {\beta }})\\\alpha {\bar {\beta }}+{\bar {\alpha }}\beta &i(-\alpha {\bar {\beta }}+{\bar {\alpha }}\beta )&\alpha {\bar {\alpha }}-\beta {\bar {\beta }}\end{pmatrix}}}
이는 다음과 같이 해석할 수 있다. 우선, {\displaystyle \operatorname {SO} (3)}는 2차원 구 {\displaystyle \mathbb {S} ^{2}} 위에 등거리 사상으로 구성된 표준적인 충실한 표현을 가진다. 또한, {\displaystyle \mathbb {S} ^{2}}는 리만 구 {\displaystyle {\hat {\mathbb {C} }}}로 해석할 수 있으며, 이 경우 구의 등거리 자기 동형은 리만 구 위의 뫼비우스 변환으로 나타내어진다. 즉, 다음과 같은 군의 매장이 존재한다.
{\displaystyle \iota \colon \operatorname {SO} (3)\hookrightarrow \operatorname {PSL} (2;\mathbb {C} )}
이 경우, {\displaystyle \iota }의 상은 다음과 같은 꼴의 뫼비우스 변환들이다.
{\displaystyle z\mapsto {\frac {\alpha z+\beta }{-{\bar {\beta }}z+{\bar {\alpha }}}}}
마찬가지로, 다음과 같은 군의 매장이 존재한다.
{\displaystyle \iota '\colon \operatorname {PSU} (2)\hookrightarrow \operatorname {PSL} (2;\mathbb {C} )}
{\displaystyle \iota '\colon \pm {\begin{pmatrix}\alpha &\beta \\-{\bar {\beta }}&{\bar {\alpha }}\end{pmatrix}}\mapsto \left(z\mapsto {\frac {\alpha z+\beta }{-{\bar {\beta }}z+{\bar {\alpha }}}}\right)}
따라서, 이는 동형 {\displaystyle \operatorname {PSU} (2)\cong \operatorname {SO} (3)}를 정의한다.

### 사원수 표현
동형 {\displaystyle \operatorname {SU} (2)\cong \operatorname {Sp} (1)}은 다음과 같이 이해할 수 있다. {\displaystyle \operatorname {Sp} (1)}은 정의에 따라 노름이 1인 사원수들로 구성된다. 주어진 사원수에 대응하는 2×2 특수 유니터리 행렬은 다음과 같다.
{\displaystyle \operatorname {Sp} (1)\mapsto \operatorname {SU} (2)}
{\displaystyle a+ib+jc+kd\mapsto {\begin{pmatrix}a+ib&-c+id\\c+id&a-ib\end{pmatrix}}}
마찬가지로, 두 겹 피복군 {\displaystyle \operatorname {Sp} (1)\twoheadrightarrow \operatorname {SO} (3)}는 다음과 같이 이해할 수 있다.
{\displaystyle \operatorname {Sp} (1)\mapsto \operatorname {SO} (3)}
{\displaystyle a+ib+jc+kd\mapsto {\begin{pmatrix}1-2c^{2}-2d^{2}&2bc-2da&2bd+2ca\\2bc+2da&1-2b^{2}-2d^{2}&2cd-2ba\\2bd-2ca&2cd+2ba&1-2b^{2}-2c^{2}\end{pmatrix}}}
이는 {\displaystyle (b,c,d)}를 축으로 하여, 각도 {\displaystyle 2\theta }만큼 회전하는 행렬이며, 여기서 각도 {\displaystyle \theta }는 다음과 같다.
{\displaystyle \cos(\theta )=a}
{\displaystyle |\sin(\theta )|=\|a+ib+jc+kd\|={\sqrt {a^{2}+b^{2}+c^{2}+d^{2}}}}
즉, 단위 사원수 집합을 4차원 극좌표계 {\displaystyle (r,\theta ,\phi ,\chi )}로 나타내었을 때, {\displaystyle \theta }는 극각에 해당한다..
이 경우, 사원수 {\displaystyle a+ib+jc+kd}와 {\displaystyle -a-ib-jc-kd}가 같은 직교 행렬에 대응하므로, 이는 2겹 피복임을 알 수 있다.
이는 사원수 곱셈으로서 다음과 같이 나타낼 수 있다. 4차원 벡터 {\displaystyle (t,x,y,z)}를 사원수 {\displaystyle v=t+ix+iy+iz}로 나타내자. 그렇다면, 4차원 회전 {\displaystyle \operatorname {SO} (4)\cong (\operatorname {SU} (2)\times \operatorname {SU} (2))/(\mathbb {Z} /2)}의 작용은 다음과 같이 생각할 수 있다. 각 {\displaystyle \operatorname {SU} (2)}의 원소를 단위 사원수 {\displaystyle q_{1}}, {\displaystyle q_{2}}로 나타낸다면, 4차원 회전은 다음과 같다.
{\displaystyle v\mapsto q_{1}vq_{2}}
여기서 {\displaystyle \mathbb {Z} /2}에 대한 몫군을 취하는 것은 {\displaystyle (q_{1},q_{2})}와 {\displaystyle (-q_{1},-q_{2})}가 같은 작용을 갖기 때문이다.
3차원 공간의 회전은 이 작용에서, {\displaystyle t}축의 안정자군이다. {\displaystyle t}축이 고정될 조건은 {\displaystyle q_{1}q_{2}=1}인 것이며, 따라서 {\displaystyle q_{1}=q_{2}^{-1}={\bar {q}}_{2}}이다. 즉, {\displaystyle \operatorname {SO} (3)\cong \operatorname {Sp} (1)/(\mathbb {Z} /2)}의 작용은 다음과 같다.
{\displaystyle v\mapsto qv{\bar {q}}\qquad (q\in \mathbb {H} ,\;\|q\|=1)}
여기서 {\displaystyle \mathbb {Z} /2}에 대한 몫군을 취하는 것은 {\displaystyle \pm q}가 같은 작용을 갖기 때문이다.

### 리 대수
{\displaystyle \operatorname {SU} (2)}의 리 대수 {\displaystyle {\mathfrak {su}}(2)}의 기저는 파울리 행렬 {\displaystyle {\tfrac {1}{2}}\sigma ^{i}}로 주어진다.
{\displaystyle [{\tfrac {1}{2}}\sigma ^{i},{\tfrac {1}{2}}\sigma ^{j}]=\epsilon _{ijk}{\tfrac {1}{2}}\sigma ^{k}}
{\displaystyle \operatorname {SO} (3)}의 리 대수 {\displaystyle {\mathfrak {so}}(3)}의 기저는 무한소 3차원 회전 {\displaystyle L_{i}}로 다음과 같이 주어진다.
{\displaystyle L_{1}={\begin{pmatrix}0&0&0\\0&0&-1\\0&1&0\end{pmatrix}}}
{\displaystyle L_{2}={\begin{pmatrix}0&0&1\\0&0&0\\-1&0&0\end{pmatrix}}}
{\displaystyle L_{3}={\begin{pmatrix}0&-1&0\\1&0&0\\0&0&0\end{pmatrix}}}
{\displaystyle L_{i}}는 {\displaystyle i}번째 축에 대한 무한소 회전이며, 다음과 같은 구조 상수를 갖는다.
{\displaystyle [L_{i},L_{j}]=\epsilon _{ijk}L^{k}}
이 경우, 리 대수의 동형 {\displaystyle \operatorname {su} (2)\cong \operatorname {so} (3)}는 구체적으로 다음과 같이 주어진다.
{\displaystyle {\tfrac {1}{2}}\sigma ^{1}\mapsto L_{i}}

## 성질

### 대수학적 성질
{\displaystyle \operatorname {SU} (2)}의 중심은 {\displaystyle \{\pm 1_{2\times 2}\}}이며, 이에 대하여 몫군을 취하면 {\displaystyle \operatorname {PSU} (2)\cong \operatorname {SO} (3)}를 얻는다.
SO(3) 또는 SU(2)의 유한 부분군은 ADE 분류를 갖는다.

### 위상수학적 성질
{\displaystyle \operatorname {SU} (2)}와 {\displaystyle \operatorname {SO} (3)}는 둘 다 콤팩트 연결 3차원 매끄러운 다양체이다.
{\displaystyle \operatorname {SU} (2)}는 위상수학적으로 3차원 초구 {\displaystyle \mathbb {S} ^{3}}이다. (초구에 리 군의 구조를 줄 수 있는 경우는 0·1·3차원밖에 없다.) 이는 콤팩트 단일 연결 공간이다.
{\displaystyle \operatorname {SO} (3)\cong \operatorname {PSU} (2)}는 위상수학적으로 3차원 실수 사영 공간 {\displaystyle \mathbb {RP} ^{3}\cong \mathbb {S} ^{3}/(\mathbb {Z} /2)}이다. 여기서 {\displaystyle \mathbb {Z} /2}에 대한 몫공간을 취하는 것은 대척점을 이어붙이는 것과 같다.
{\displaystyle \operatorname {O} (3)}는 두 개의 연결 성분을 가진다. 이는 행렬식이 ±인 직교 행렬들로 구성된다.

### 표현론
{\displaystyle \operatorname {SU} (2)}의 유한 차원 표현은 차원에 따라 완전히 분류된다. 즉, 주어진 차원 {\displaystyle n=0,1,2,\dots }에 대하여, (동형 아래) 유일한 {\displaystyle n}차원 복소수 표현이 존재하며, 이는 유니터리 표현이다. 만약 {\displaystyle n}이 짝수인 경우, 이는 {\displaystyle n}차원 실수 표현으로 나타낼 수 있다. 양자역학에서, {\displaystyle n}차원 표현은 스핀 {\displaystyle (n-1)/2} 표현으로 일컬어진다.
{\displaystyle \operatorname {SO} (3)}의 유한 차원 표현들은 {\displaystyle \operatorname {SU} (2)}의  {\displaystyle n}차원 표현들 가운데, {\displaystyle n}이 홀수인 것들이다. 예를 들어, {\displaystyle n=3}인 경우는 {\displaystyle \operatorname {SO} (3)}를 정의하는, 3차원 유클리드 공간 위의 특수 직교 행렬로서의 표현이다.

## 같이 보기
- 클렙슈-고르단 계수
- 구면 조화 함수
- 오일러 각
- 스핀
- 2차원 실수 특수선형군
- 원군
- 로런츠 군